# Gray
För andra betydelser, se Gray (olika betydelser).
Gray, Gy, är SI-enheten för absorberad dos, det vill säga hur mycket joniserande strålning som absorberats. 1 Gy är en joule per kilogram.
Enheten är härledd från grundenheterna joule och kilogram, men har getts ett eget namn för ökad tydlighet och minskad risk för förväxling mellan "vanlig" värmeenergi och energi från joniserande strålning.
Gray har ersatt den äldre enheten rad. 1 Gy = 100 rad.
Enheten uppkallades 1975 efter Louis Harold Gray.